# Ковбасні вироби

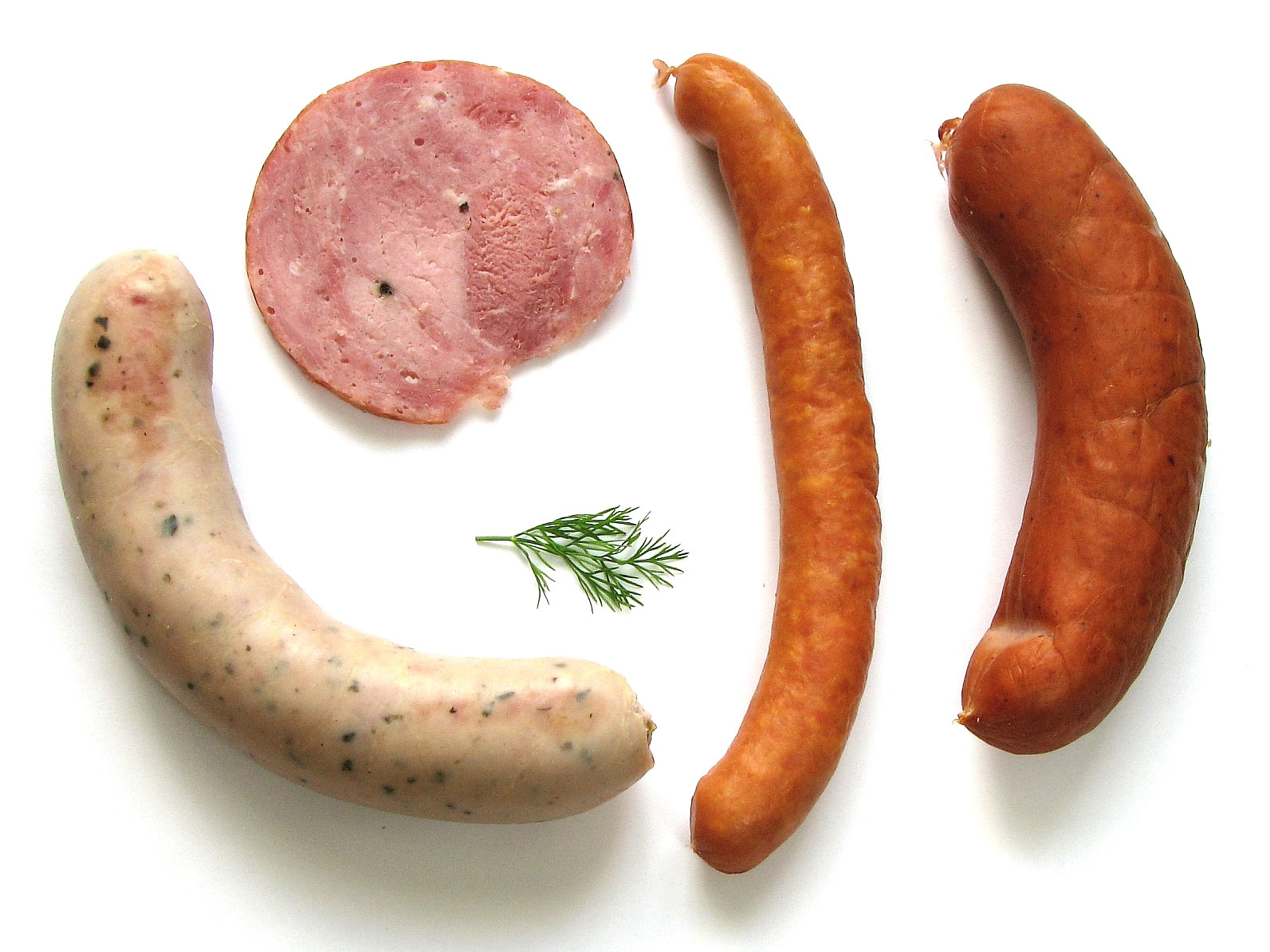
Різні види ковбасних виробів

Ковбасні вироби — харчові продукти з м'яса, оброблені механічним та фізико-хімічними способами з додаванням деяких інших продуктів. Механічна обробка полягає у видаленні з м'яса неїстівних, малопоживний частин і його подрібненні. До фізико-хімічної обробки належать соління, дозрівання, обсмажування, варіння, копчення.
Розрізняють ковбасні вироби варені (в тому числі сосиски і сардельки), напівкопчені, копчені, копчено-варені, ліверні, сальтисон і холодці. До ковбасних виробів відносять також копченості. Сировиною служать: нежирна яловичина, свинина, шпиг, рідше баранина і м'ясо птиці. У районах, де звичайним продуктом харчування є кінське м'ясо, виготовляють ковбасні вироби з конини. На ліверні ковбаси, сальтисон, холодці використовують м'ясні субпродукти (печінка, мізки, серце, рубець та ін.) Харчову кров забійних тварин застосовують при виробленні кров'яних ковбас. Для збагачення ковбасного фаршу повноцінними білками в нього додають плазму харчової крові, незбиране та знежирене молоко, молочний білок, яйця. Покращення смакових якостей ковбасних виробів досягають також додаванням в них цукру, спецій, прянощів (перець, мускатний горіх, фісташка, часник та ін.) З метою збереження червоного кольору м'яса вводять слабкий розчин нітриту натрію. Для додання ковбасним виробам певної форми і захисту їх від шкідливих зовнішніх впливів застосовують оболонки: кишкові та штучні (білкові, з целюлози, з полімерних плівок). Деякі вироби формують без оболонок.

## Джерело
- Велика Радянська Енциклопедія [Архівовано 30 Листопада 2016 у Wayback Machine.]